# Bart Verschueren
Pour les articles homonymes, voir Verschueren.
Bart Verschueren (né le 8 septembre 1986 à Louvain) est un coureur cycliste belge, spécialiste du cyclo-cross. Il est membre de l'équipe amateur belge Baboco-Revor depuis 2010.

## Biographie
Son gros fait d'armes est sa victoire professionnelle au Cyclo-cross de Villarcayo en 2008 au Pays-Basque.

## Palmarès en cyclo-cross
- 2001/2002
  - 3e du championnat de Belgique de cyclo-cross cadets

- 2003/2004
  - 2e du championnat de Belgique de cyclo-cross juniors
  - 3e du Superprestige juniors #1, Ruddervoorde
  - 3e du Superprestige juniors #4, Gieten

- 2007/2008
  - 2e du Superprestige espoirs #5, Eerde-Veghel

- 2008/2009
  - V Ciclocross de Villarcayo, Villarcayo

- 2010/2011 
  - 2e du VII Ciclocross de Villarcayo Villarcayo
  - 3e du Trofeo Ciudad de Valladolid Internacional Valladolid